# Achet (seizoen)
Het Egyptisch woord Achet of Akhet staat voor zowel een hiëroglief als een Oud-Egyptisch seizoen.

## Betekenis
De twee gebruiken voor Achet:
- Oud-Egyptisch voor de plaats waar de zon opkomt en ondergaat; vaak vertaald als "horizon" of "berg van licht". Het is opgenomen in namen zoals "Achet Choefoe" (Oud-Egyptische naam voor de Piramide van Cheops) en "Achetaton". 
Het boek van Betrò definieert de hiëroglief als volgt: 'Berg met de Rijzende Zon' en de hiëroglief wordt gebruikt als een ideogram.[1]
- Het eerste van de drie seizoenen van de Egyptische kalender, het overstromingsseizoen. Dit was de tijd van het Egyptische kalenderjaar waar de Nijl uit zijn oevers trad en de landbouwgebieden overstroomde en veel voedingsstoffen op de bewerkte grond bracht; de zogenaamde Nijlvloed. Het Achet-seizoen was bij benadering van midden-juli tot midden-november in het Oude Egypte en werd opgevolgd door de seizoenen Peret en Sjemoe.[2]

## Voetnoten
1. ↑  Betrò, Maria Carmela. Hieroglyphics: The Writings of Ancient Egypt, p 161.
2. ↑  David P. Silverman, Ancient Egypt, Duncan Baird Publishers, London 1997. p.93